# Friedrich von Huene
Friedrich Richard Freiherr von Hoyningen genaamd Huene (Tübingen, 22 maart 1875 - aldaar, 4 april 1969) was een Duitse paleontoloog van gewervelde dieren. In het begin van de 20e eeuw was hij de leidende expert op het gebied van fossiele reptielen en amfibieën in Europa en beschreef hij meer soorten dinosauriërs dan welke andere Europeaan ook.

## Biografie
Na in 1898 gestudeerd te hebben en gepromoveerd te zijn aan de Universiteit van Tübingen, werd Hoyningen-Huene daar hoogleraar paleontologie. Hij promoveerde nog op brachiopoden uit het Siluur, maar rond de eeuwwisseling stapte hij over op fossiele amfibieën en reptielen. In de loop van zijn carrière als onderzoeker, die meer dan zes decennia duurde, verwierf hij een reputatie als expert die ver buiten de grenzen van Duitsland en Europa reikte, vooral wat dinosauriërs betrof.
Een van de hoogtepunten van zijn leven als ontdekkingsreiziger is de ontdekking van een kudde van 35 plateosauriërs, begraven door een modderstroom. Hij publiceerde beschrijvingen van dinosauriërsoorten zoals Saltopus (1910), Proceratosaurus (1926), Antarctosaurus (1929) en vele anderen, en bedacht enkele belangrijke hogere taxa zoals de infraorde Prosauropoda (1920) en de onderorde Sauropodomorpha (1932). Friedrich von Huene ondernam verschillende uitgebreide onderzoeks- en verzamelexpedities naar continenten buiten Europa. In 1911 reisde hij naar Noord-Amerika, waar hij niet alleen kennismaakte met de grote museale collecties, maar ook met de opgravingsmethoden in het veld. In 1923/1924 volgde een expeditie naar Argentinië (en Patagonië), die weer in het teken stond van de musea en de opgravingen, direct gevolgd door een bezoek aan de musea en collega's in Zuid-Afrika. In 1928/1929 volgde opnieuw een klassieke reis naar Zuid-Amerika (Argentinië, Brazilië, Uruguay), waarbij uitgebreid en grotendeels onbekend materiaal van verschillende reptielenorden werd geborgen, waaronder grote 'zoogdierachtige reptielen' (Synapsida) als Stahleckeria. De wetenschappelijke evaluatie en publicatie van dit materiaal werd voorbeeldig gepresenteerd in het werk Die fossilen Reptilien des südamerikanischen Gondwanalandes (1935-1942). In 1955 reisde hij op uitnodiging van Russische collega's naar de Sovjet-Unie.
Ter ere van Huene zijn enkele fossiele soorten naar hem vernoemd. De beroemde ontdekkingsreiziger van de fauna van het Cambrium van de Burgess Pass, Charles Walcott, noemde een geslacht van brachiopoden naar hem. Liassaurus huenei, een vroege vleesetende theropode beschreven in 1995, werd naar hem vernoemd, maar vanwege een niet-erkende wetenschappelijke beschrijving is de naam echter een nomen nudum en daarom niet geldig. Zelf zou hij dat niet zo erg gevonden hebben: tijdens zijn carrière ging hij opvallend losjes om met de regels van de nomenclatuur en trok zich weinig aan van de prioriteit of het eenduidig aanwijzen van type-exemplaren, de paleontologie met allerlei naamgevingsproblemen opzadelend die nog steeds niet helemaal opgelost zijn.
Von Huene werd in 1896 lid van de Schweizerischen geologischen Gesellschaft, was een van de stichtende leden van de Paläontologischen Gesellschaft in augustus 1912 en werd op 6 september 1912 de eerste secretaris samen met Gustav von Arthaber. In 1925 werd hij verkozen tot lid van de Leopoldina en in 1948 ontving hij de Leopold von Buch plaquette. In 1955 werd hij erelid van de Paleontological Society en in 1952 van de Society of Vertebrate Paleontology. Vanaf 1929 was hij corresponderend lid van de Sovjet Academie van Wetenschappen. In 1955 werd hij erelid van de Verein für vaterländische Naturkunde in Württemberg.
Von Huene was een vrij conservatief man. Hij betreurde de ondergang van het Duitse keizerrijk. Hij paste zich in de jaren dertig aan aan Nazi-Duitsland. De katastrofen van de Tweede Wereldoorlog schokten hem echter diep. In de context van zijn vakgebied weet hij, zelf een gelovig katholiek, de misdaden van het regime aan diens 'heidense' karakter als een uitvloeisel van het sociaal-darwinisme. Na de oorlog verwierp Von Huene daarom de rauwe 'strijd om het bestaan' als hoofdmechanisme van de evolutie en nam een teleologie aan in een nogal concrete vorm: spirituele entiteiten zouden afzonderlijk iedere evolutielijn naar een bepaald einddoel geleiden.

## Overlijden
Friedrich von Huene overleed in april 1969 op 94-jarige leeftijd.

## Geschriften
- Die fossile Reptil-Ordnung Saurischia, ihre Entwicklung und Geschichte. In: Monogr. Geol. Palaeontol. (ser. 1) 4; S. 1–361 (1932)
- Paläontologie und Phylogenie der Niederen Tetrapoden, G. Fischer 1956
- Die Saurierwelt und ihre geschichtlichen Zusammenhänge, G. Fischer 1952, 2e editie 1954
- Die Erschaffung des Menschen, Anker Verlag 1952
- Arbeitserinnerungen, Halle, Buchdruck des Waisenhauses 1944
- Die Dinosaurier der europäischen Triasformation mit Berücksichtigung der außereuropäischen Vorkommnisse, Geologische und Paläontologische Abhandlungen, Supplement-Band 1, S. 1–419, Jena, G. Fischer 1908
- Beiträge zur Kenntnis einiger Saurischier der schwäbischen Trias, Neues Jahrbuch für Mineralogie, Geologie und Paläontologie 1915, S. 1–27
- Die Ichthyosaurier des Lias und ihre Zusammenhänge. Monographien zur Geologie und Paläontologie, 1922; S. 1–122
- Ein neuer Pelycosaurier aus der unteren Permformation Sachsens. Geologische und Paläontologische Abhandlungen 14, 1925, S. 1–52
- Vollständige Osteologie eines Plateosauriden aus dem schwäbischen Keuper, Geologisch-Paläontologische Abhandlungen, Neue Folge, Band 15, 1926, S. 139–179
- Die Plateosaurier von Trossingen, Die Umschau, Band 4, 1929, S. 880–882
- Lebensbild des Saurischier Vorkommens im obersten Keuper von Trossingen, Palaeobiologica, Band 1, 1928, S. 103–116
- Die südafrikanische Karroo-Formation als geologisches und faunistisches Lebensbild, Borntraeger Verlag 1925 (Fortschritte der Geologie und Paläontologie 4,12)
- Wirbeltierfaunen des permischen Festlandes in Europa und ihre Zusammenhänge, Tübinger Naturwiss. Abh., Band 9, Enke Verlag 1925
- Die Placodontier. 4. Zur Lebensweise und Verwandtschaft von Placodus. In: Abhandlungen der Senckenbergischen Naturforschenden Gesellschaft, Bd. 38, Heft 4, 2e deel, Frankfurt am Main 1933, S. 365–382
- Henodus chelyops, ein neuer Placodontier. Palaeontographica 84, 1936, S. 97–148
- Weg und Werk Gottes in Natur und Bibel: biblische Erörterungen eines Paläontologen, 3e editie, Wilhelm Schneider Verlag, Siegen 1947
- Schöpfung und Naturwissenschaft, Quell Verlag der Evangelischen Gesellschaft 1948